# 세바스티앵 프레이
세바스티앵 프레이(프랑스어: Sébastien Frey, 1980년 5월 18일, 프랑스 토농레뱅 ~ )는 골키퍼로 활동했던 프랑스의 전 축구 선수이다.

## 선수 경력

### 클럽 경력
1997년, AS 칸에서 프로 축구 선수로 데뷔해, 1998년, 18세라는 어린 나이에 세리에 A의 강호인 인테르나치오날레로 이적하였지만, 출장 기회가 주어지지 않았고, 다음 시즌에는 헬라스 베로나에서 임대 생활을 하였다. 프레이는 베로나에서 신들린 선방을 연발해, 2000년에는 다시 인테르의 골키퍼를 맡았지만, 2001년, 이탈리아 출신의 골키퍼 프란체스코 톨도의 입단으로 그는 AC 파르마로 이적할 수밖에 없었다.
파르마로 이적한 후에는 체중의 중가 등 갖가지 이유 때문에 걸출한 활약은 할 수 없었다. 2005년 여름, 그는 피오렌티나로 임대 이적하였고, 프랑스 U-21 대표팀에서 4경기에 출전하였다. 2004년 11월에는 폴란드와의 경기에서 선수 명단에 들었지만, 시합에는 출장하지 못하였다.
피오렌티나로 임대 이적하고 나서는 부동의 골키퍼로 존재감을 발휘해, 서포터들의 지지를 받았다. 2005-2006 시즌이 진행 중이던 3월에는 난적 유벤투스와의 경기에서 전치 3개월의 부상을 당해 장기 이탈을 피할 수 없었지만, 피오렌티나의 동료들과 서포터들의 격려에 감격해 피오렌티나로의 완전 이적을 간절히 바랐고, 시즌 종료 후에 파르마로부터 완전 이적하였다. 프레이의 공백으로 피오렌티나는 루마니아 출신의 보그단 로본츠를 영입해 나머지 시즌에 기용하였지만, 이 사이에도 피오렌티나의 주전 골키퍼는 프레이 이외에 있을 수 없다는 인식이 깨지지 않았다.
2011년 셀틱 FC의 아르투르 보루츠가 피오렌티나에 오면서 그도 제노아로 이적하였다.
2013년 여름, 스캇카슨의 위건의 이적으로 인하여 자유계약으로 터키리그의 명문 팀중 하나인 부르사스포르로 3년 계약을 체결하여 이적하였다.

### 국가대표팀 경력
2007년 11월 21일, 유로 2008 예선 마지막 경기인 우크라이나와의 경기에서 프랑스 축구 국가대표팀에서의 첫 경기를 치렀으나, 안드리 셰우첸코의 헤딩 슛 처리를 잘못해, 우크라이나에게 두골을 실점하는 실수를 범하는 등, 불만족스러운 데뷔전을 치르고 말았다. 2008년 8월 22일, 프레이는 프랑스 축구 국가대표팀 데뷔 1년 만에 은퇴를 발표하였고, 그는 이 은퇴가 현재의 대표팀 참모들에 대한 불만을 이유로 한 것이라고 해, 장래 상황이 바뀌었을 때, 은퇴 철회도 생각할 수 있다고 말하였다.